# Porterfield 35
Porterfield Model 35 Flyabout là một loại máy bay thông dụng 2 chỗ của Mỹ, do hãng Porterfield Aircraft Corporation ở Kansas City chế tạo.

## Biến thể
35
35-70 Flyabout
35-V
35-W
Porterfield 75-C
Porterfield 90 (De Luxe Sport)

## Quốc gia sử dụng
New Zealand
- Không quân Hoàng gia New Zealand

## Tính năng kỹ chiến thuật (Model 35-70)
Dữ liệu lấy từ The Illustrated Encyclopedia of Aircraft (Part Work 1982-1985), 1985, Orbis Publishing, Page 2760
Đặc điểm tổng quát
- Kíp lái: 1
- Sức chứa: 1 hành khách
- Chiều dài: 20 ft 3 in (6.17 m)
- Sải cánh: 32 ft 0 in (9.75 m)
- Chiều cao: 6 ft 7 in (2.01 m)
- Diện tích cánh: 147 ft2 (13.66 m2)
- Trọng lượng rỗng: 806 lb (366 kg)
- Trọng lượng có tải: 1310 lb (594 kg)
- Động cơ: 1 × LeBlond 5DE, 70 hp (52 kW)

Hiệu suất bay
- Vận tốc cực đại: 115 mph (185 km/h)
- Tầm bay: 360 dặm (579 km)
- Trần bay: 15,000 ft (4570 m)